# 胃蝇
胃蝇（學名：Gasterophilinae）是一种形似蜜蜂的蝇类。成蝇体表密被黄褐色或黄白色长绒毛。幼蝇红色，前尖后钝，分节，每节常有刺1—2行，寄生于马、驴、骡等的食管、胃、肠处。严重侵袭时能使胃部运动及分泌发生障碍；又能分泌毒素，引起宿主贫血。因幼虫的寄生、钩刺，损伤粘膜，可招致继发性细菌感染。分布于中国的胃蝇，除本种外，尚有赤尾胃蝇、黑腹胃蝇、烦扰胃蝇、无刺胃蝇。